# グリーン会計
グリーン会計（グリーンかいけい、Green accounting）は、環境コストを経営上の財務結果に織り込もうとする会計の一つ。
この用語は、1980年代に経済学者であり教授であるピーター・ウッドによって一般に使われるようになった[4]。

## 解説
弱い持続可能性を確保するだけであり、最終的には強い持続可能性へのステップとして考慮されるべきである[3]。
しかし、これは物議を醸す実践である。なぜなら、枯渇は既に抽出産業の会計に要因として取り入れられているか、外部性の会計が恣意的であるかもしれないからだ。したがって、それが信頼性と使用を得るためには、標準的な実践が確立される必要があるのは明らかである。
枯渇は環境会計の全体ではなく、汚染は特定のビジネスの一因としてほとんど考慮されない。
メリーランド大学のビジネス管理の教授で、カトー研究所のシニアフェローであるジュリアン・リンカーン・サイモンは、天然資源の使用が、実質的にすべての非再生可能な資源の価格の低下によって示されるように、より大きな富をもたらすと主張した[4]。
環境責任は、この現代においてビジネス間で強力な問題である。
企業には、現在および未来のグリーン原因を促進する方法を形成することが必要となっている[5]。
グリーン会計は、グリーンの公共調達とグリーンの研究開発を大きな画像に取り入れることで、ビジネスの持続可能な未来を促進するのを助ける。このタイプの会計の重要な部分として、汚染者に対する罰金やインセンティブ（税控除、汚染許可など）もある[6]。
国民経済の体系（SNA）は、国内純生産（NDP）を以下のように定義する:
NDP = Net Exports + Final Consumption (C) + Net Investment (I)
これは、会計に関する記事やテキストで見られる典型的な式でもある[7]。
しかしながら、グリーン会計は、環境経済会計の体系（SEEA）を使用する。これは、希少な天然資源の枯渇に焦点を当て、環境劣化のコストとその予防を測定する。
したがって、NDPは、Green NDPとして新たに定義される。
また、EDPとしても知られる。グリーン会計の式は以下の通りである:
EDP = Net Exports + C + NAp. ec + (NAnp.ec - NAnp.n)
ここで:
- EDP = 環境国内生産,
- C = 最終消費,
- NApec = 生産された経済資産の累積,
- NAnp.ec = 生産されていない経済資産の累積,
- NAnp.n = 生産されていない天然資産の累積[7]。